# هری رید
هری رید (انگلیسی: Harry Mason Reid Jr.؛ زادهٔ ۲ دسامبر ۱۹۳۹ – درگذشتهٔ ۲۸ دسامبر ۲۰۲۱) وکیل و سیاستمدار آمریکایی بود که از ۱۹۸۷ تا ۲۰۱۷ به عنوان سناتور ایالات متحده از نوادا خدمت کرد. وی از سال ۲۰۰۵ تا ۲۰۱۷ رهبری گروه دموکرات سنا را برعهده داشت و از ۲۰۰۷ تا ۲۰۱۵ رهبر اکثریت سنا بود.
رید در ۱۹۶۸، قبل از انتخاب شدن در مجلس قانونگذاری نوادا حرفه خود را به عنوان وکیل شهر هندرسون، نوادا آغاز کرد. مایک اوکالاگان، مربی سابق بوکس رید، وی را به عنوان معاون خود در انتخابات فرمانداری نوادا در ۱۹۷۰ انتخاب کرد و رید به عنوان معاون فرماندار نوادا از ۱۹۷۱ تا ۱۹۷۵در این سمت خدمت کرد. رید از ۱۹۷۷ تا ۱۹۸۱پس از شکست در رقابت‌های مجلس سنای ایالات متحده و شهردار لاس وگاس، به عنوان رئیس کمیسیون بازی‌های نوادا خدمت کرد. از ۱۹۸۳ تا ۱۹۸۷، رید نماینده ناحیه ۱ نوادا بود.

## مرگ
رید در ۲۸ دسامبر ۲۰۲۱ در سن ۸۲ سالگی بر اثر سرطان پانکراس در خانه خود در هندرسون، نوادا درگذشت. پس از اعلام خبر مرگ وی، رئیس‌جمهور جو بایدن و رئیس‌جمهور سابق باراک اوباما و بیل کلینتون به رید ادای احترام کردند. نام فرودگاه لاس‌وگاس، دو هفته پیش از مرگ و به افتخار هری رید تغییر کرد.